# Simon Reiffenstuel

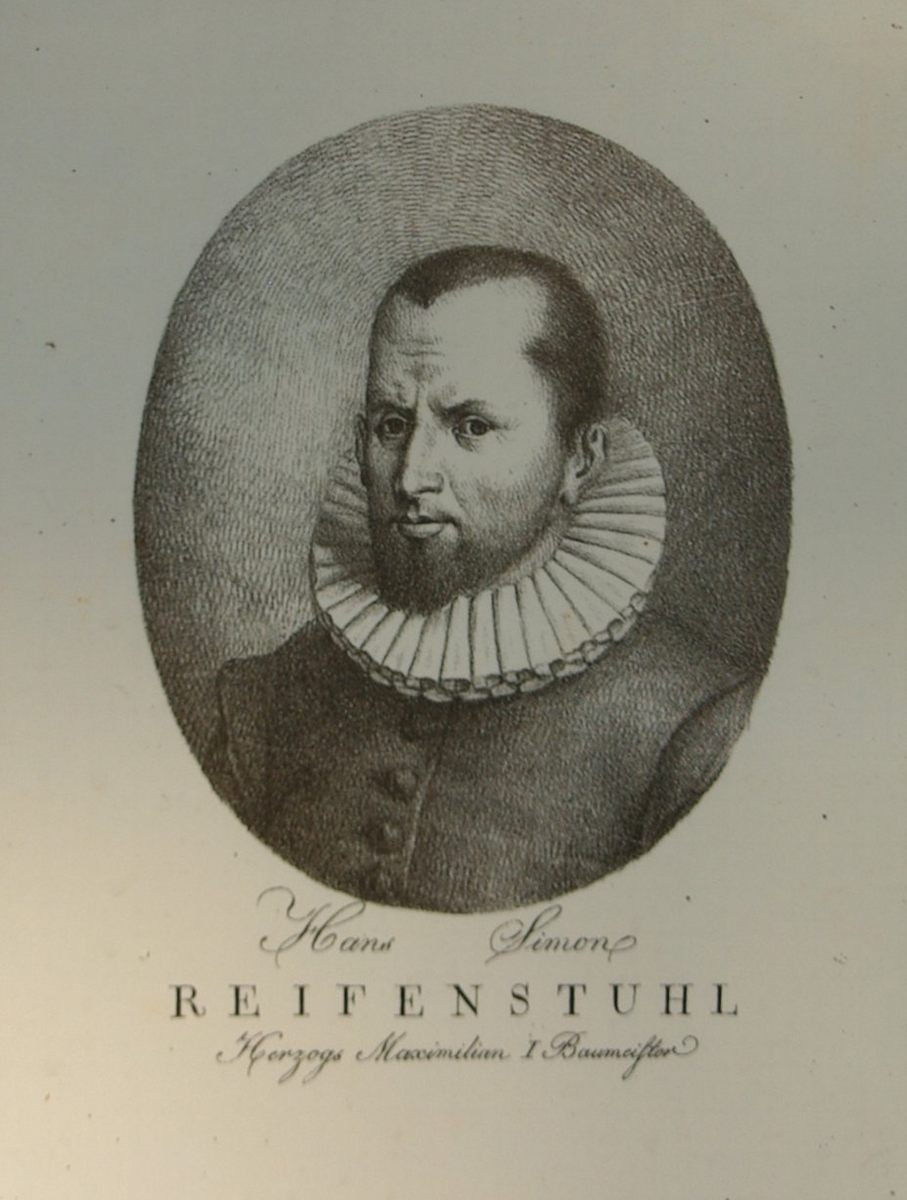
Hans Simon Reifenstuel (Bezeichnung für die gemeinsame Arbeit von Hans Reiffenstuel und seinem Sohn Simon)

Simon Reiffenstuel (* 1574 in Gmund am Tegernsee; † 8. Februar 1620) (ue wird als langes u ausgesprochen, siehe auch Dehnungszeichen) war ein bayerischer Baumeister. Eine abweichende Schreibweise ist Simon Reifenstuel.

## Leben
Simon Reiffenstuel wurde in Gmund am Tegernsee geboren und war wie sein Vater Hanns Reiffenstuel ebenfalls Hofbrunnen- und Zimmerermeister und Hofbaumeister von Herzog Maximilian I. von Bayern.
Gemeinsam mit seinem Vater erbaute er von 1617 bis 1619 die Soleleitung von Bad Reichenhall nach Traunstein. Die 31 Kilometer lange Leitung überwand die 240 Höhenmeter durch sieben Pumpstationen („Brunnhäuser“), deren Kolbenpumpen durch 7 Meter hohe oberschlächtige Wasserräder angetrieben wurden. Diese Bronze-Pumpstiefel wurden von Simon Reiffenstuel entwickelt und ermöglichten erst die Überwindung der Höhendifferenz und damit die Verwirklichung dieser für die damalige Zeit außergewöhnliche technische Leistung.

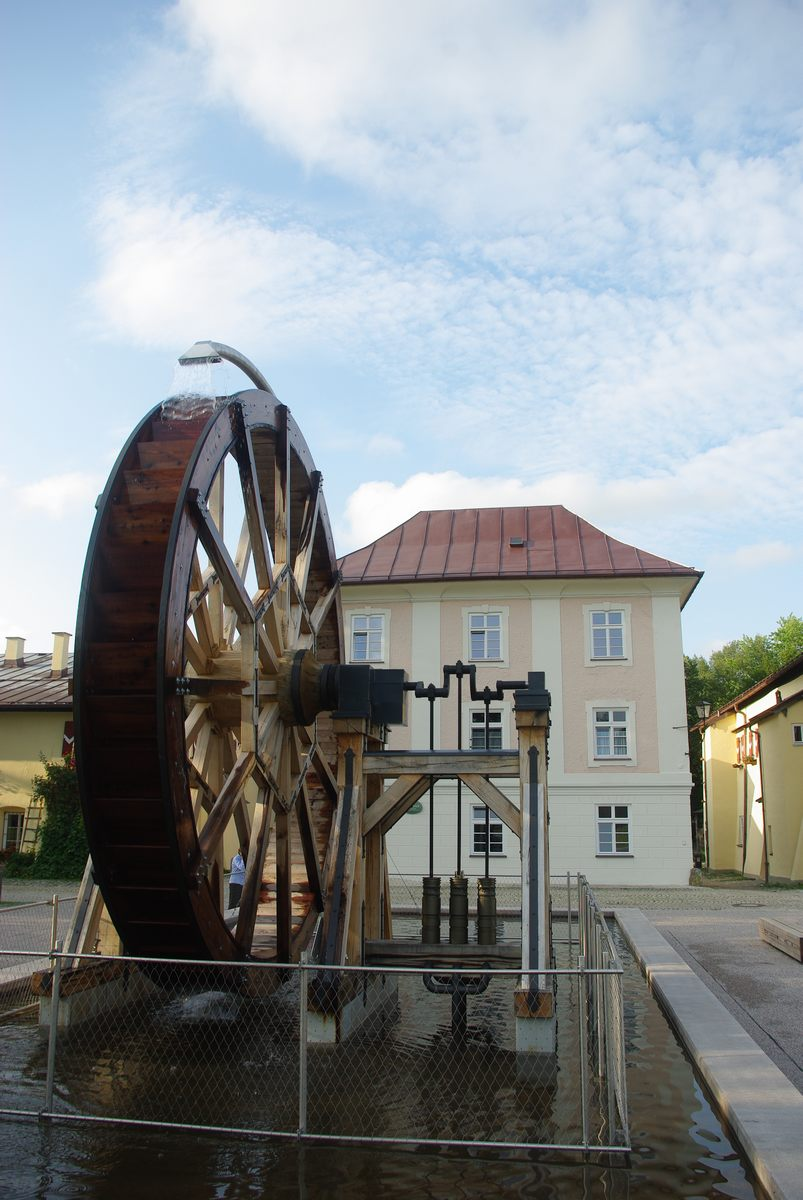
Nachbau einer Kolbenpumpe im Salinenpark Traunstein
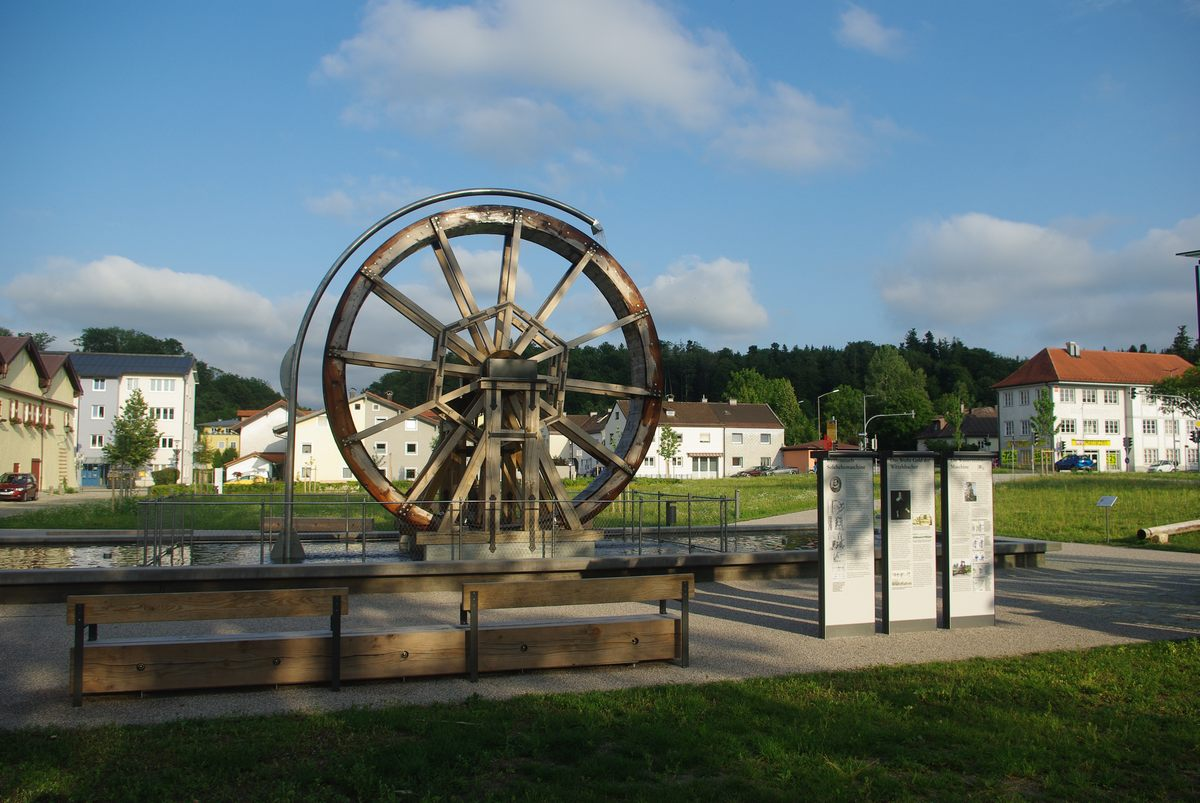
Reiffenstuelsche Kolbendruckpumpe
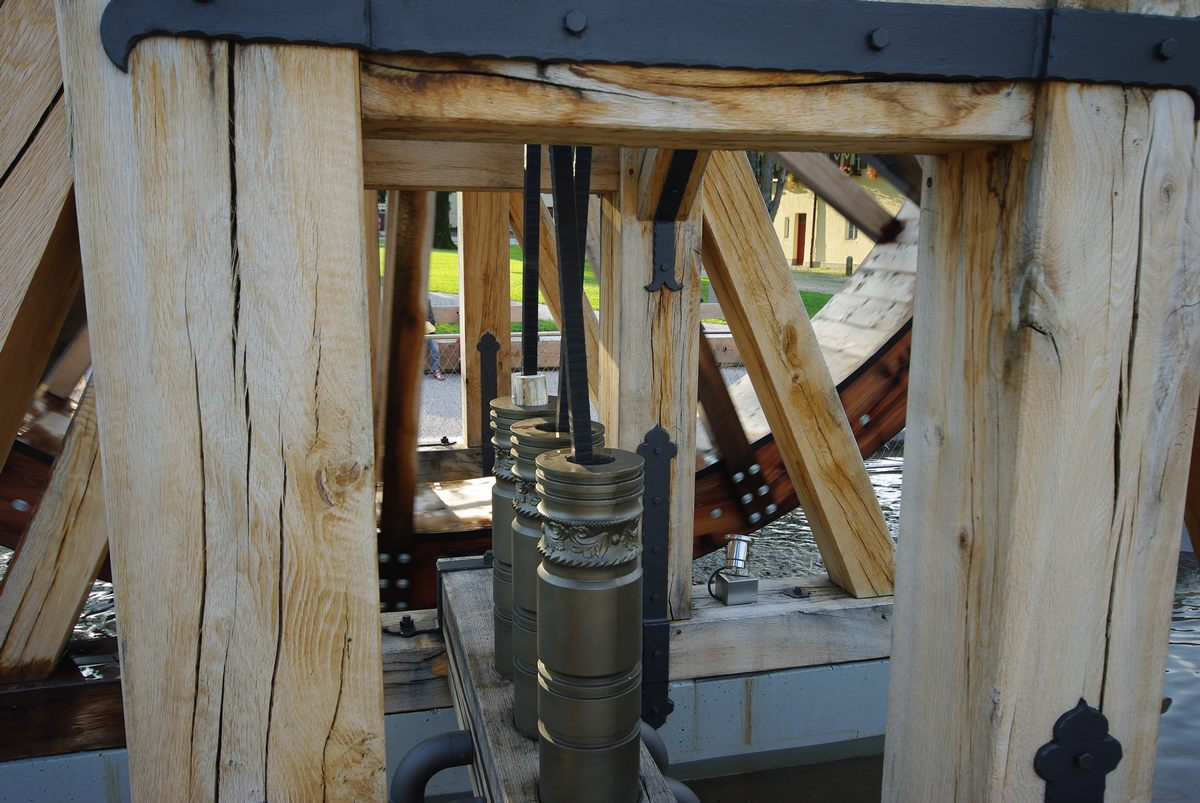
Reiffenstuelsche Kolbendruckpumpe

## Ehrung

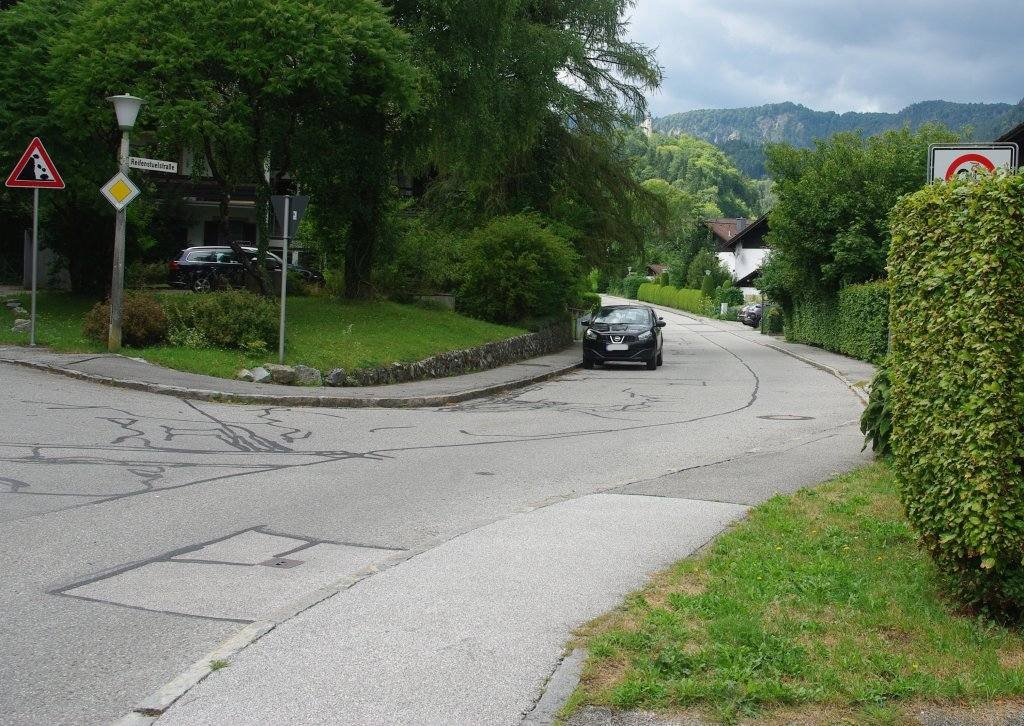
Reifenstuelstraße in Bad Reichenhall

Die Reifenstuelstraße in Bad Reichenhall wurde nach Simon Reiffenstuel und seinem Vater Hanns benannt. Diese befindet sich im Ortsteil Karlstein, unweit der ehemaligen Soleleitung und dem heute noch existierenden Brunnhaus Fager. In Traunstein ist die Reiffenstuelstraße nach Simon und Hans Reiffenstuel benannt, diese befindet sich in unmittelbarer Nähe der Traunsteiner Saline. Die „Reiffenstuel-Realschule“ in Traunstein ist ebenfalls nach Vater Hanns und Sohn Simon Reiffenstuel benannt.

## „Hanns Simon Reiffenstuel“
Der gelegentlich verwendete Name Han(n)s Simon Reiffenstuel, beispielsweise 1980 von Hubert Glaser als für den Konstrukteur der Soleleitung oder auch auf einer Lithographie von Mathias von Flurl eines Jahrhunderte alten Ölgemäldes, auf dem Simon Reiffenstuel selbst abgebildet ist, stehe nicht für eine Person (Vater oder Sohn), sondern Hanns und Simon gemeinsam.